# رایشس‌اتوبان

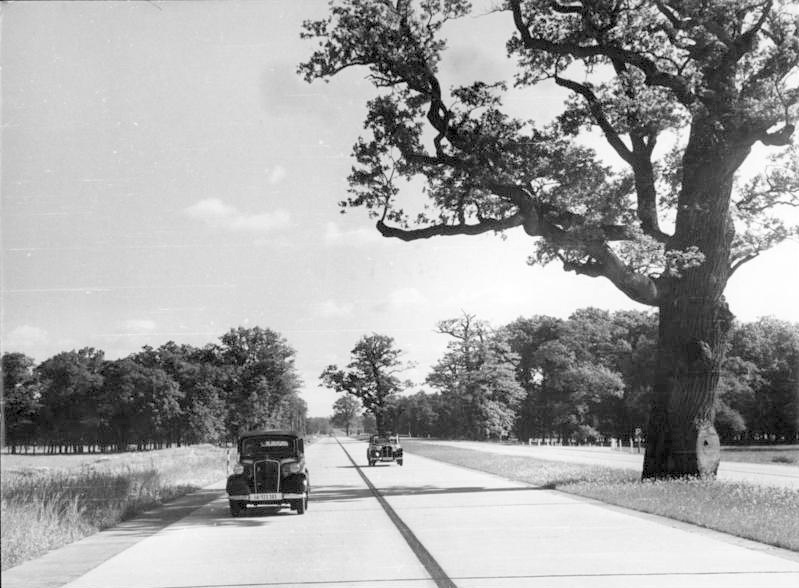
برلین - مونیخ رایشس‌اتوبان، A9 امروزی، جنوب شرقی دسائو، عکس‌برداری شده در سال ۱۹۳۹.

رایشس‌اتوبان (آلمانی: die Straßen Adolf Hitlers) این سیستم آغازی بود از شبکه اتوبان‌های آلمان تحت کنترل آلمان نازی. طرح‌های قبلی برای آزادراههای با دسترسی کنترل‌شده در آلمان تحت جمهوری وایمار وجود داشت، و دو بزرگراه ساخته شده بود، اما هنوز کار روی بزرگراه‌های مسافت طولانی شروع نشده بود. پس از مخالفت قبلی با طرح‌های شبکه بزرگراهی، نازی‌ها پس از به قدرت رسیدن هیتلر آنها را پذیرفتند و پروژه را به عنوان ایده خود آدولف هیتلر ارائه کردند. آنها را «جاده‌های آدولف هیتلر» (آلمانی: die Straßen Adolf Hitlers) می‌نامیدند و به عنوان سهم عمده ای در کاهش بیکاری معرفی می‌شدند. دلایل دیگر این پروژه شامل توانمند ساختن آلمانی‌ها برای کاوش و قدردانی از کشورشان بود، و یک عنصر زیباشناختی قوی در اجرای پروژه تحت حکومت رایش سوم وجود داشت. کاربردهای نظامی، اگرچه به میزان کمتری از آنچه اغلب تصور می‌شد. بنای یادبود دائمی رایش سوم که اغلب با اهرام مقایسه می‌شود. و ترویج عمومی اتومبیلرانی به عنوان یک مدرنیزه شدن که به خودی خود کاربردهای نظامی داشت.